# Índices de libertad económica
El Índice de Libertad Económica mide el grado de libertad económica en un país, lo que permite evaluar el entorno para la inversión y el emprendimiento. Es útil para comparar países, guiar políticas públicas, fomentar el desarrollo económico y crear conciencia sobre la importancia de la libertad económica en el bienestar de los ciudadanos. Además, ayuda a evaluar el impacto de reformas económicas a lo largo del tiempo.
Existen indicadores de libertad económica disponibles para revisión. Estos difieren en los métodos en los cuales han sido construidos, los propósitos con los que se han creado y la concepción de libertad económica que encarnan.

## Índices

### Índice de Libertad Económica - Fundación Heritage y Wall Street Journal

Índice de Liberad de la Fundación Heritage de 2023

El Índice de Libertad Económica es una serie de 10 medidas económicas creados por la Fundación Heritage y el Wall Street Journal. Para la Fundación Heritage el índice asume que: "la libertad Económica es el derecho fundamental  de cada humano de controlar su trabajo propio y propiedad. En una sociedad económicamente libre, los individuos son libres de trabajar, producir, consumir e invertir en cualquier manera  que les complazca, con esta libertad, protegida por el Estado. En sociedades económicamente libres, los gobiernos dejan que el trabajo, capital y los bienes se muevan libremente y evita la coerción o restricción de la libertad más allá de la medida necesaria para proteger y mantener la libertad misma"
El índice puntua a los países en 10 factores generales de la libertad económica utilizando estadísticas de organizaciones como el Banco Mundial, el Fondo Monetario Internacional y la Economist Intelligence Unit:
- Libertad empresarial
- Libertad de comercio
- Libertad monetaria
- Tamaño del gobierno
- Libertad fiscal
- Derechos de propiedad
- Libertad de inversión
- Libertad financiera
- Ausencia de corrupción
- Libertad de trabajo

Los 10 factores son ponderados igualmente en un índice total.

### Libertad Económica Mundial del Fraser Institute
Libertad Económica en el Mundo (en inglés, Economic Freedom of the World) es un indicador de la libertad económica producida por James Gwartney y Robert Lawson, y este es publicado por el Fraser Institute de Canadá. Este índice utiliza una definición de la libertad económica similar al laissez-faire del capitalismo.
Este índice ha sido el más utilizado debido a que cubre un largo período de tiempo, ya que existen datos desde 1980, y por estar construido con información terciaria (en contraste con la  Fundación Heritage). Según este índice, las piedras angulares de la libertad económica son la elección personal, el intercambio voluntario, la libertad para competir y la seguridad de posesión privada de la propiedad.
En la práctica el índice mide:
- Tamaño del gobierno: gastos, impuestos y empresas
- Estructura legal y seguridad de los derechos de propiedad
- Acceso a dinero limpio
- Libertad para comerciar internacionalmente
- Regulaciones del crédito, trabajo y los negocios

El informe utiliza 42 variables distintas recogidas de fuentes diferentes (incluyendo el Banco Mundial, el Fondo Monetario Internacional y otros). Algunos ejemplos son los índices de impuesto, el grado de independencia jurídica, las tasas de inflación, costes de importación y regulación de precios. Cada una de las 5 áreas anteriores es ponderada de forma equitativa en el índice final. Los resultados están disponibles para 141 países dependiendo de la disponibilidad de información.

### Encuesta mundial de Libertad Económica - Freedom House
La Freedom House publicó una medida de libertad económica en 1996, pero la publicación de esta medida ha sido interrumpida. Esta definió la libertad económica a través de dos dimensiones – carencia de contravenciones estatales en ciudadanos, derechos para intercambiar bienes y servicio, establecimiento estatal de las reglas que gobiernan contratos, derechos de propiedad y otros prerrequisitos institucionales para asuntos económicos. Para determinar las puntuaciones se usaron 6 indicadores:
- Libertad para mantener la propiedad
- Libertad para ganarse la vida
- Libertad para operar un negocio
- Libertad para invertir los ingresos
- Libertad para comerciar internacionalmente
- Libertad para participar en la economía de mercado

### India
Dos medidas diferentes han sido propuestas para India, ambos llamados Índice de Libertad Económico para la India. Uno fue producido por  Bibek Debroy, Shubashis Gangopadhyay y Laveesh Bhandari y ponderó medidas de libertad positiva y libertad negativa. El otro es una adaption de la medida de Fraser Institut producida por el Instituto Rajiv Gandhi para Estudios Contemporáneos.

## Análisis crítico
En una revisión de la literatura, Lawson y Hall  documentaron que "más de dos-tercios de estos estudios de libertad económica encontraron una correspondencia entre un resultado 'bueno' como crecimiento más rápido, estándares de vida mejores, mayor felicidad, etc. Menos de 4% de la muestra se asoció a un resultado 'malo' el incremento en la desigualdad de ingresos" Además, los seguidores afirman que el tamaño del gobierno ha mostrado correlaciones con crecimiento negativo.

## Otras lecturas
- Para una comparación de los 3 índices importantes ve Aleksynska, Mariya; Cazes, Sandrine (2014). "Comparando indicadores de controles de mercado laboral a través de bases de datos: Un correo scriptum a los trabajadores de emplear debate" (pdf). Condiciones de Trabajo y Serie de Ocupación. 50. Geneva: Aleksynska, Mariya; Cazes, Sandrine (2014). Comparing indicators of labour market regulations across databases: A post scriptum to the employing workers debate (pdf) 50. Geneva: International Labour Office. ISSN 2226-8944. Consultado el 27 de julio de 2017. «This paper offers a critical overview of labour market regulations’ indicators developed by the World Economic Forum, the IMD, and the Fraser Institute. [Abstract]».   Recuperado   Este papel ofrece una visión general crítica de controles de mercado laboral' los indicadores desarrollaron por el Foro Económico Mundial, el IMD, y el Fraser Instituto. [Abstracto]

- Datos: Q6024437